# 吉乐乡 (梅河口市)
吉乐乡，是中华人民共和国吉林省通化市梅河口市下辖的一个乡镇级行政单位。

## 行政区划
吉乐乡下辖以下地区：
吉庆村、吉宏村、卧龙村、复兴村、吉兴村、挑参沟村、吉祥村、吉乐村、吉安村和小吉乐村。